# Ulota hattorii
Ulota hattorii är en bladmossart som beskrevs av Iwatsuki 1969. Ulota hattorii ingår i släktet ulotor, och familjen Orthotrichaceae. Inga underarter finns listade i Catalogue of Life.